# Psaenythia hypsophila
Psaenythia hypsophila là một loài Hymenoptera trong họ Andrenidae. Loài này được Moure mô tả khoa học năm 1944.